# Pilea notata
Pilea notata är en nässelväxtart som beskrevs av Charles Henry Wright. Pilea notata ingår i släktet pileor, och familjen nässelväxter. Inga underarter finns listade i Catalogue of Life.